# Mária Szolnoki
Mária Szolnoki (Budapest, 16 giugno 1947) è un'ex schermitrice ungherese, vincitrice di una medaglia d'argento nella scherma ai giochi olimpici.